# Васевичи (Дятловский район)
Васеви́чи (бел. Васявічы) — деревня в Дворецком сельсовете Дятловского района Гродненской области Белоруссии. По переписи населения 2009 года в Васевичах проживало 67 человек.

## География
Васевичи расположены в 13 км к юго-востоку от Дятлово, 168 км от Гродно, 8 км от железнодорожной станции Новоельня.

## История
В 1878 году Васевичи — деревня в Дворецкой волости Слонимского уезда Гродненской губернии (34 двора, питейный дом). В 1880 году в Васевичах проживало 166 человек.
Согласно переписи населения 1897 года в Васевичах насчитывалось 50 домов, проживало 327 человек. В 1905 году — 283 жителя.
В 1921—1939 годах Васевичи находились в составе межвоенной Польской Республики. В сентябре 1939 года Васевичи вошли в состав БССР.
В 1996 году Васевичи входили в состав колхоза имени К. Заслонова. В деревне насчитывалось 74 хозяйства, проживало 143 человека.